# 엠조이넷
엠조이넷은 [짜요짜요 타이쿤], [World Soccer Hero], [2011생존맞고] 등을 개발하고 [어스토니시아 스토리], [창세기전] ,[귀혼 자객편/무사편], [크로스히어로] 등을 모바일로 이식한 한국의 모바일게임 개발사이다. 전화번호는 02-6344-5400이고 홈페이지는 www.mjoynet.com이며 현재회사가 이미 사라진상태이다.